# Jan Haasbroek

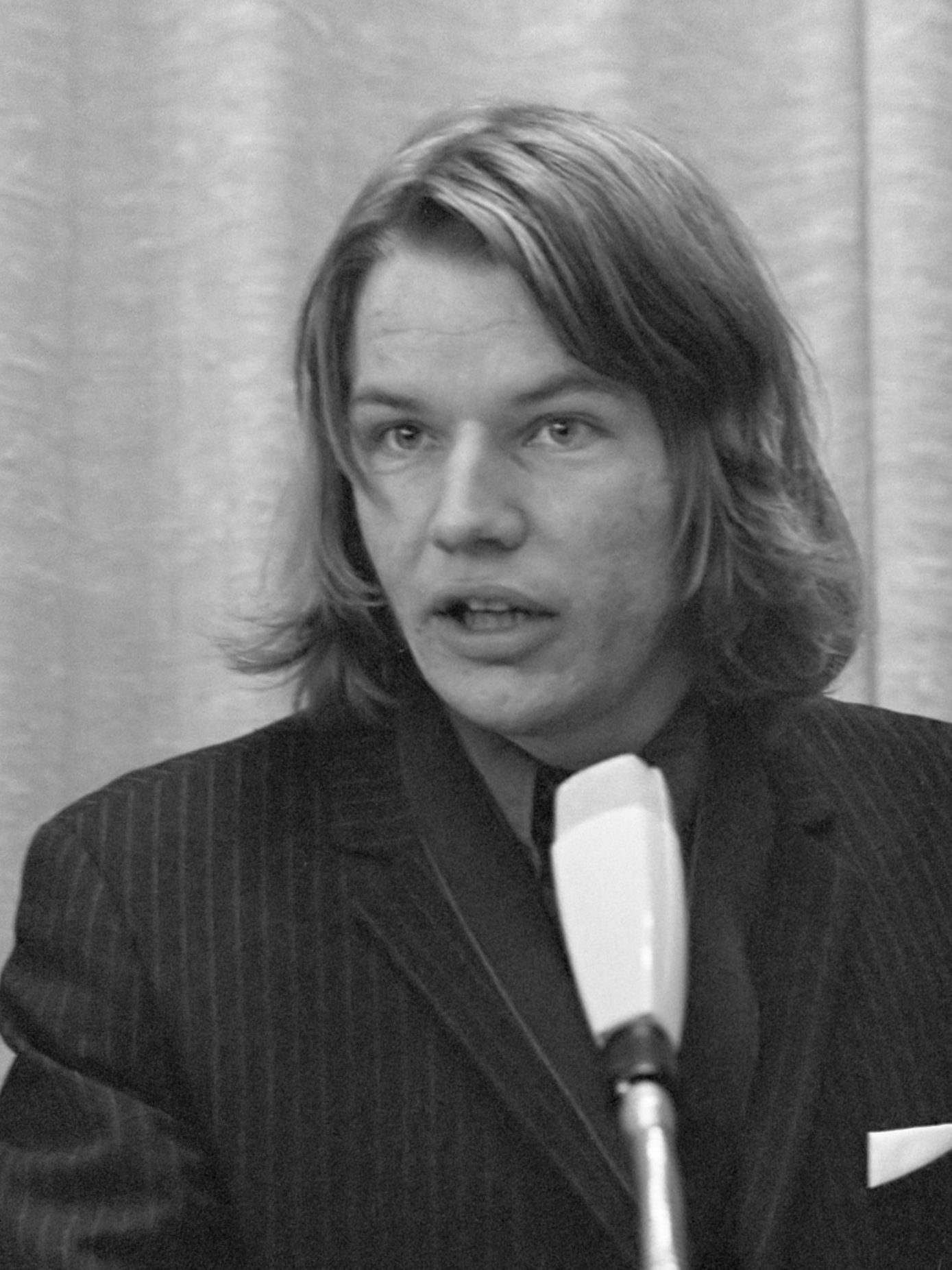
Jan Haasbroek (1970)

Jan Haasbroek (Amersfoort, 17 december 1943) is een Nederlands journalist, verslaggever, programmamaker, omroepbestuurder en hoofdredacteur. Hij is eeneiige tweelingbroer van Nico Haasbroek. Als journalist werkt hij vanaf begin jaren 60 voor verschillende landelijke dagbladen en later ook voor De Groene Amsterdammer en HP/De Tijd. Rond 1970 is hij actief in de Kabouterbeweging en is van 1973 tot 1974 raadslid in Amsterdam voor de Kabouterpartij. Vanaf 1966 maakte hij diverse programma's voor de VPRO-radio, zoals Ronduit en het experimentele radioprogramma Hee en werd in 1974 Hoofd Radiodienst. Van 1978 tot 1995 leidde hij de VPRO-radio. Daarna werkte hij als hoofdredacteur bij Stad TV Rotterdam en als directeur bij de Humanistische Omroep. Hij is auteur van enkele boeken.

## Publicaties
- 1995: Eerste Woorden, Laatste Woorden
- 2004: Van idee naar idool

## Onderscheiding
- 2004: Ridder in de Orde van Oranje-Nassau